# Traité de Petrópolis

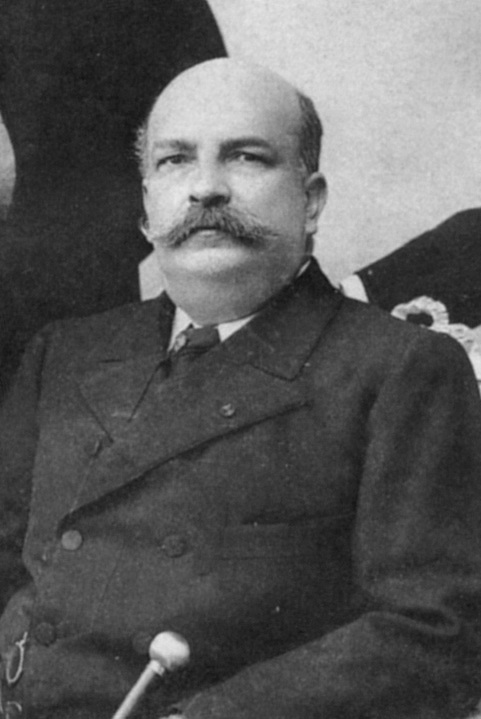
Baron de Rio Branco, l'un des principaux acteurs du traité de 1903.

Le traité de Petrópolis fut signé entre la Bolivie et le Brésil le 17 novembre 1903 dans la ville de Petrópolis. Il fait suite à la victoire brésilienne lors de la guerre de l'Acre.
Par ce traité, le Brésil achète à la Bolivie le territoire de l'État de l'Acre en échange de 2 millions de livres sterling, de terres du Mato Grosso et de la construction d'une voie de chemin de fer permettant d'écouler la production bolivienne vers l'Amazone. 
Au début du XXe siècle, ce territoire, appartenant à la Bolivie était déjà occupé par des seringueiros brésiliens en plein boom du caoutchouc. Pour résoudre les tensions qui résultaient de cette occupation, le baron de Rio Branco entama des négociations qui aboutirent au traité de Petrópolis.